# Teufelskirche von Grünsberg
Die Teufelskirche ist eine Schlucht im Rhätsandstein östlich von Schloss Grünsberg nahe Altdorf bei Nürnberg.

## Beschreibung
Die kleine, aber wildromantisch anmutende Schlucht wird von stark verwitterten Felsformationen aus Sandstein umschlossen. Der markierte Wanderpfad durch die Schlucht wird überrieselt vom Wasser zahlreicher Quellaustritte. Das feuchte Mikroklima fördert das Wachstum von Farnen und Moosen. Der Bach, der durch die Schlucht fließt, mündet südlich der Burg Grünsberg in die Schwarzach.
Am oberen Ende der Schlucht ist dort, wo grobkörnige und harte Sandsteine von weicheren unterlagert sind, ein kleiner Wasserfall entstanden.

## Geologie
Im Lauf der Jahrtausende hat sich der Bach tief in die Schichten des Rhät-Lias-Sandsteins und der Oberen Feuerletten eingegraben und so natürliche Gesteinsaufschlüsse hervorgebracht.
Vor etwa 200 Millionen Jahren, in der Übergangszeit zwischen Trias (Oberer Keuper = Rhät) und Jura (Lias), gab es in Mittelfranken ein flaches Binnenmeer im Nordwesten und Festland im Südosten. In diesem Meer wurden feinkörnige und sandige Sedimente abgelagert, die sich später zu Ton- und Sandstein verfestigten. Da man nicht klar unterscheiden kann, welche der Gesteine dem Rhät und welche dem Lias zuzuordnen sind, bezeichnet man diese als Rhät-Lias-Übergangsschichten. An den Oberhängen und am Oberlauf des Baches findet man den braun-grauen Rhätsandstein. Am Unterlauf kann man dagegen die aus Tonen entstandenen Oberen Feuerletten erkennen. Verwitterung und Abtragung haben auch kleine Kohleflöze freigelegt, die fossile Pflanzenreste enthalten (Rhätkohle). Die quellfähigen Feuerletten verstärken die Kluftbildung in den darüber lagernden Sandsteinen, die so von der Tiefenerosion leicht zu einzelnen Felsbastionen isoliert werden. In den 1990er Jahren fand ein Felssturz statt, der den Schluchtweg versperrte. 2018 kam es zu einem weiteren, jedoch kleineren Felssturz.

## Bergbau
Am Fuße der Felsformationen am Wasserfall zeugen einige bis 70 Meter lange Stollen von Versuchen, Braunkohle und Silber abzubauen. Bereits in den Jahren 1525, 1600 und 1720 wurde hier versucht, Bergbau zu betreiben.

## Sagen
Auch die Schlucht der Teufelskirche hat zur Bildung lokaler Sagen Anlass gegeben. Nach einer ist die Schlucht entstanden, als der Teufel mit dem beim Wildern vom Fels erschlagenen Ritter Jörg von Tann hinab gefahren sein soll. Eine weitere Sage bezieht sich auf eine Hasentreibjagd.

## Schutzgebiet
Das Gebiet ist Bestandteil des Natura-2000-Netzwerkes  und ein Teil des Schutzgebietes DE6633371, NSG 'Schwarzach-Durchbruch' und Rhätschluchten bei Burgthann.
Die Schlucht ist vom Bayerischen Landesamt für Umwelt als Geotop 574G002 und flächenhaftes Naturdenkmal ausgewiesen.

## Tourismus
Die Teufelskirche stellt ein nahtouristisches Ausflugsziel dar und ist ganzjährig zugänglich. Über einen mit einer weißen 4 auf grünem Grund gekennzeichneten Wanderweg ist sie von Altdorf oder Grünsberg gut zu Fuß erreichbar. Von einer „Befahrung“ der ehemaligen Bergwerksstollen durch Unkundige ist abzuraten.

## Bilder

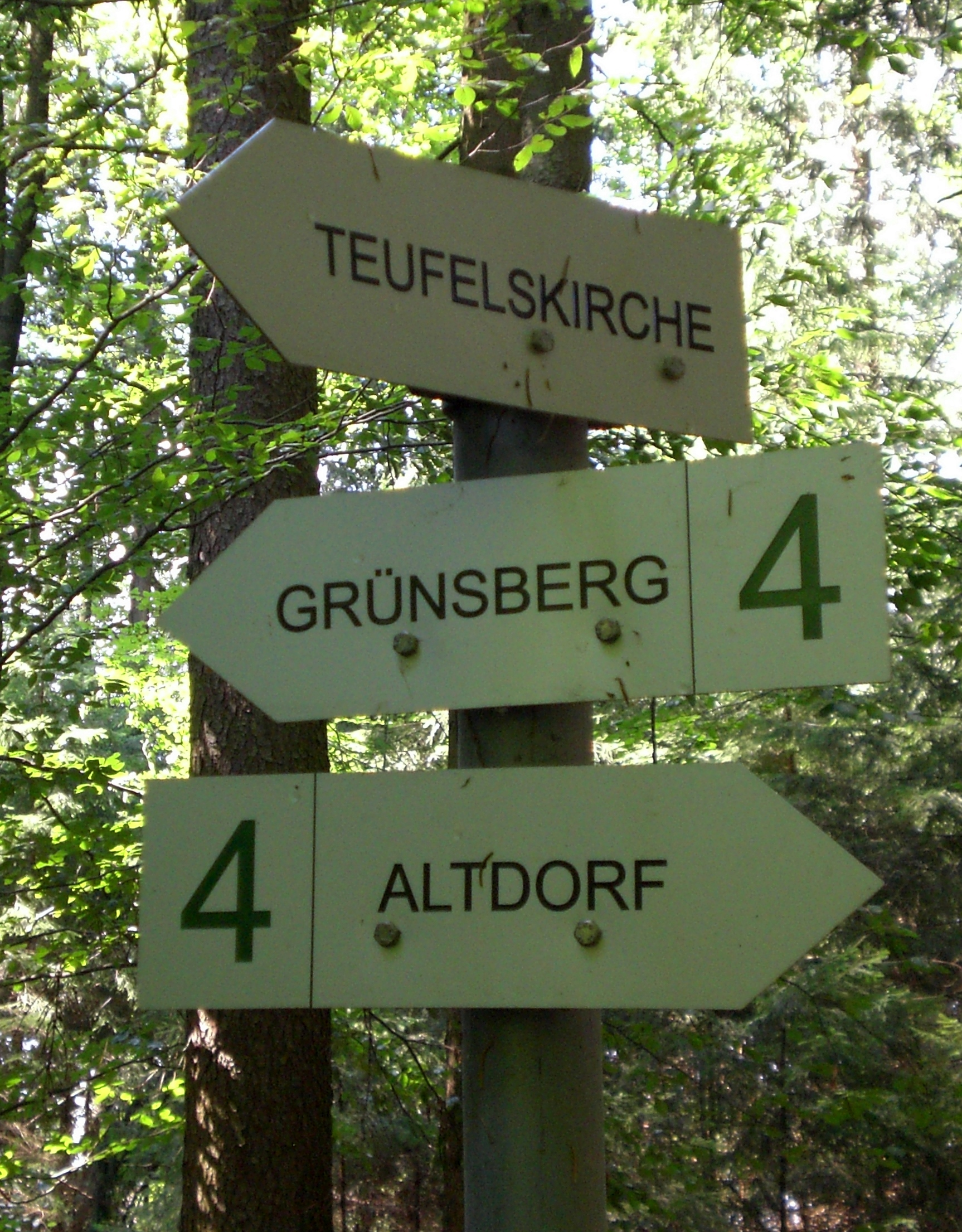
Wegweiser zur Teufelskirche
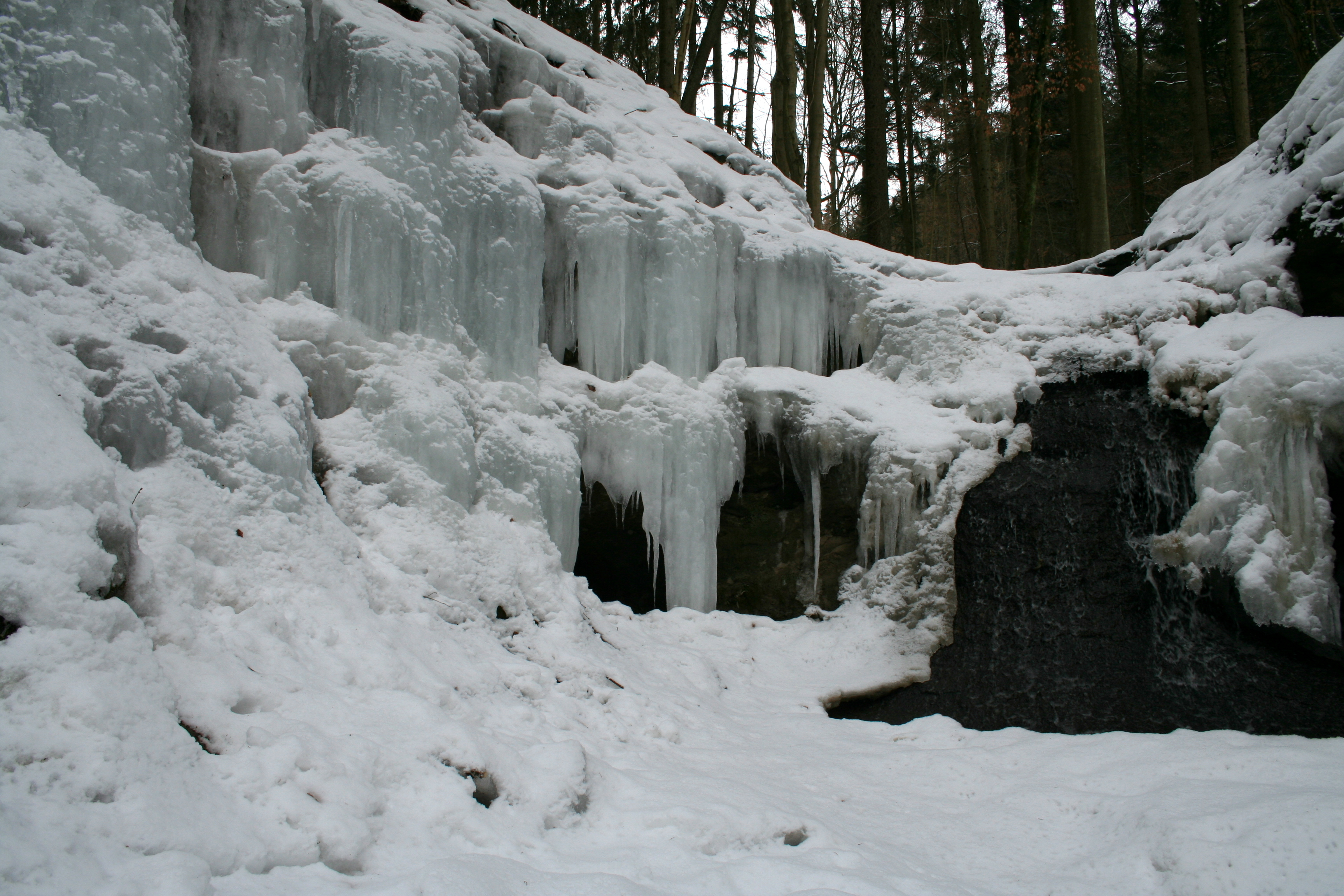
Wasserfall im Winter 2010
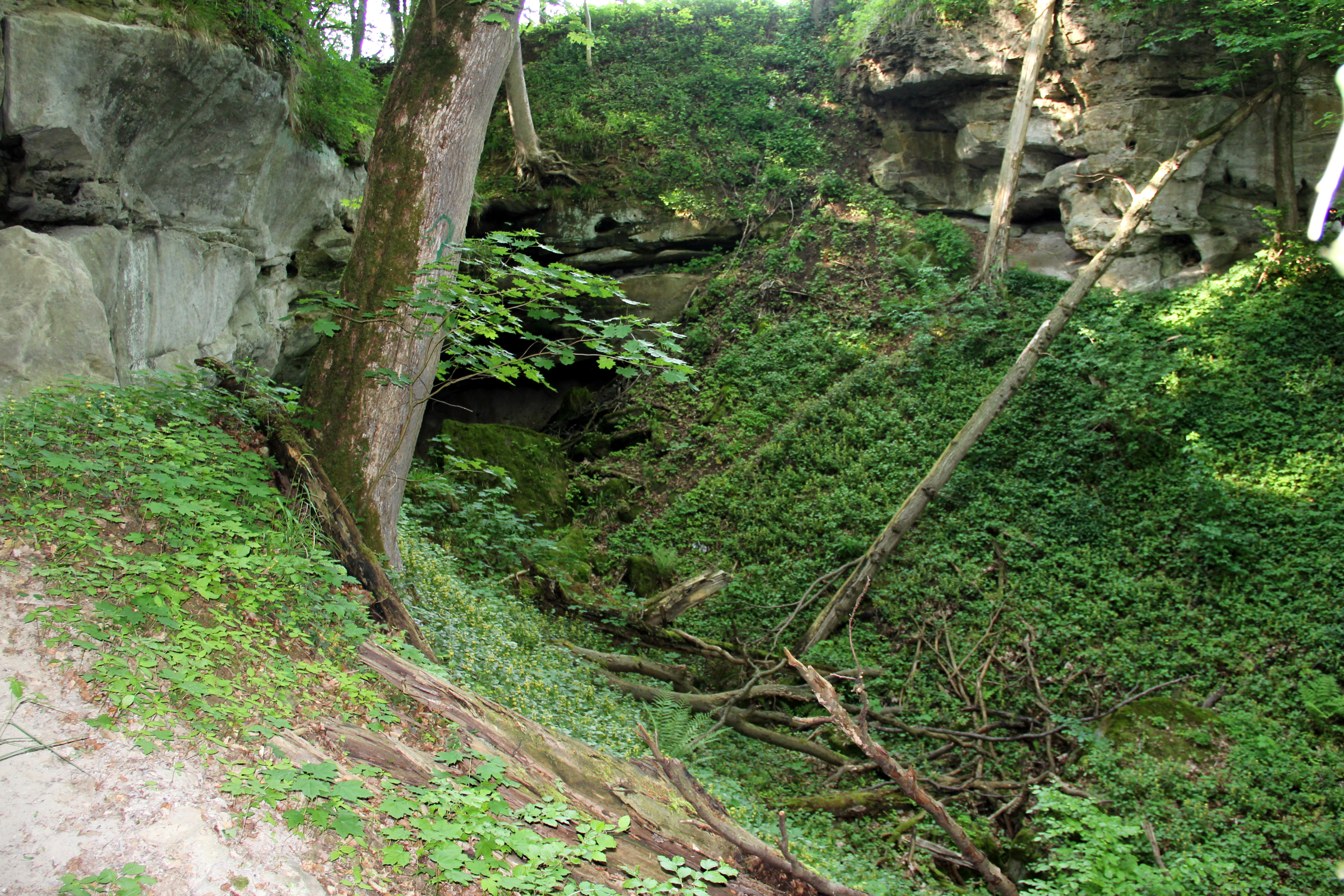
Ein Seitental der Teufelskirche
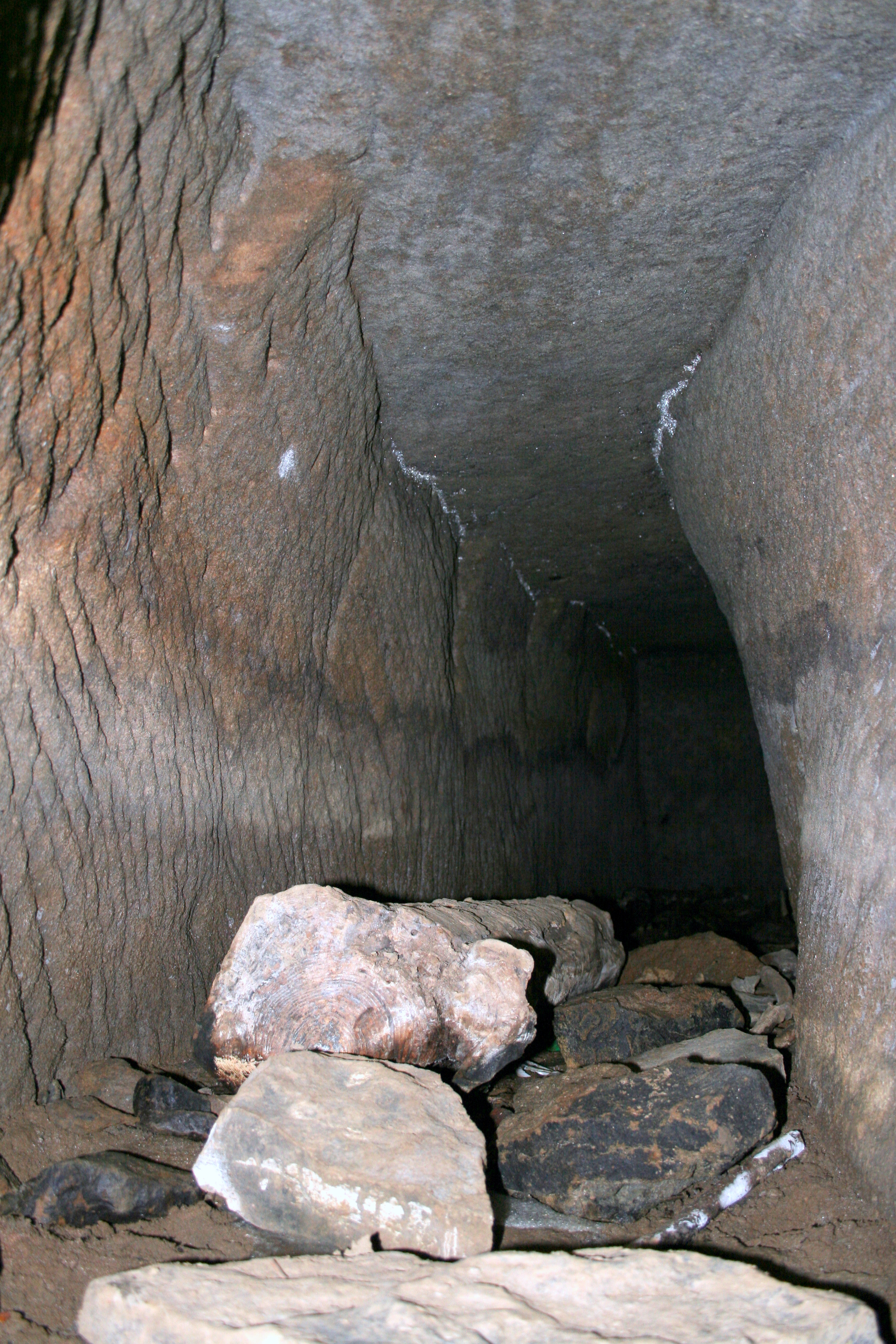
Bergwerks- stollen Teufelskirche
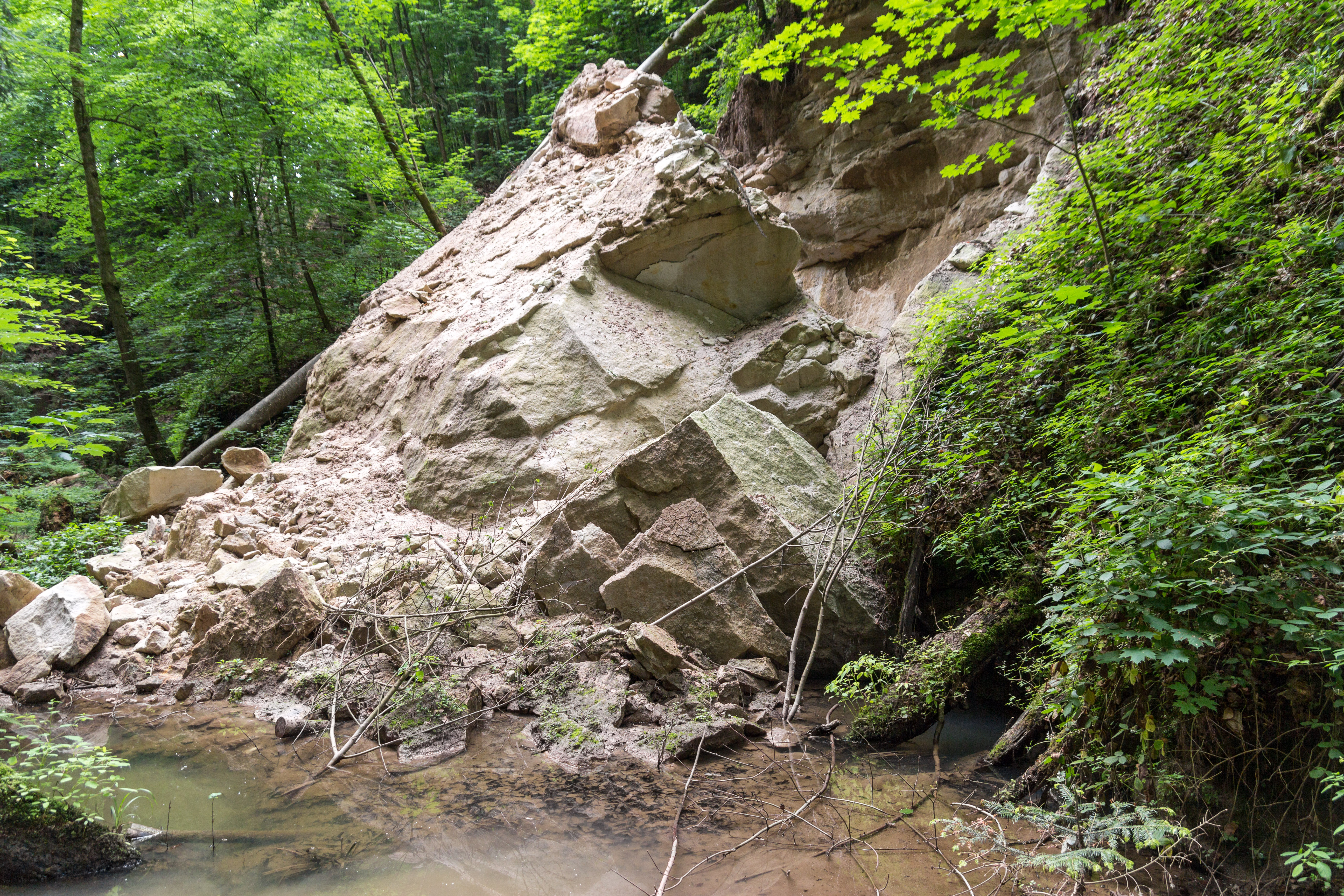
Felssturz 2018